# Kaliforniensparv
Kaliforniensparv (Artemisiospiza belli) är en nordamerikansk fågel i familjen amerikanska sparvar inom ordningen tättingar. Fram tills nyligen ansågs den och malörtsparven utgöra en och samma art.

## Kännetecken

### Utseende
Kaliforniensparven är liksom nära släktingen malörtsparv en medelstor (14–16 cm) amerikansk sparv med lång stjärt som den ofta håller rest. Ovansidan är gråbrun med mörkare streck, undersidan vit med en isolerad mörk fläck på bröstet. Huvudet är grått med en tydlig vit ögonring, ett mörkare strupsidestreck och en vit fläck på tygeln. I flykten syns smala vita kanter på den tvärt avskurna svarta stjärten. Malörtsparven är mycket lik, men är mörkare på huvudet med mindre tygelfläck och mycket bredare strupsidestreck samt saknar vitt i stjärten och streckningen på ryggen.

### Läte
Sången är ett hest eller mumlande på rätt jämn tonhöjd som återges i engelsk litteratur "tweesitity-slip tweesitity-slip swer". Lätet är kort och klockliknande.

## Utbredning och systematik
Kaliforniensparven delas in i tre eller fyra underarter med följande utbredning:
- Artemisiospiza belli belli – förekommer i kustnära områden i Kalifornien och nordvästra Baja California
- Artemisiospiza belli canescens – förekommer i inre södra och centrala Kalifornien samt intilligande västra Nevada; vintertid till sydvästra Kalifornien, södra Nevada, västra Arizona och nordöstra Baja California i Mexiko
- Artemisiospiza belli clementeae – förekommer på ön San Clemente utanför södra Kalifornien
- Artemisiospiza belli cinerea – förekommer från sydvästra Baja California till El Vizcaíno i nordvästra Baja California Sur

Underarten clementeae inkluderas ofta i nominatformen.

### Artstatus
Fram tills nyligen betraktades belli och nevadensis som samma art, malörtsparv (A. belli). Taxonet canescens är mycket lik malörtsparven och hybridiserar möjligen med denna där de möts. Vissa anser att den möjligen kan utgöra en egen art, alternativt att den är ett bevis på att belli och nevadensis trots allt utgör en enda art.

### Släktestillhörighet
Tidigare fördes arten till släktet Amphispiza men flera studier visar att den står närmare Passerculus och Melospiza och placeras nu tillsammans med malörtsparv i nya släktet Artemisiospiza.

### Familjetillhörighet
Tidigare fördes de amerikanska sparvarna till familjen fältsparvar (Emberizidae) som omfattar liknande arter i Eurasien och Afrika. Flera genetiska studier visar dock att de utgör en distinkt grupp som sannolikt står närmare skogssångare (Parulidae), trupialer (Icteridae) och flera artfattiga familjer endemiska för Karibien.

## Levnadssätt
Arten hittas i torr chaparral och kustnära malörtssnår där den oftast ses springande mellan buskarna med stjärten rest. Födan består huvudsakligen av vegetabilier som frön, men den matar ungarna med insekter.

## Status
Kaliforniensparven har ett relativt stort utbredningsområde och ett stabilt bestånd. Internationella naturvårdsunionen IUCN anser inte att den är hotad och placerar den därför i kategorin livskraftig. Världspopulationen uppskattas till 270 000 vuxna individer.

## Namn
Tidigare kallades belli för malörtsparv, men detta svenska namn har nu flyttats över till nevadensis. Kaliforniensparvens vetenskapliga namn är en hyllning till den amerikanske ornitologen och samlaren John Graham Bell (1812-1889). Fram tills nyligen kallades den även bellsparv på svenska, men justerades 2022 till ett enklare och mer informativt namn av BirdLife Sveriges taxonomikommitté.